# Liste des microprocesseurs AMD

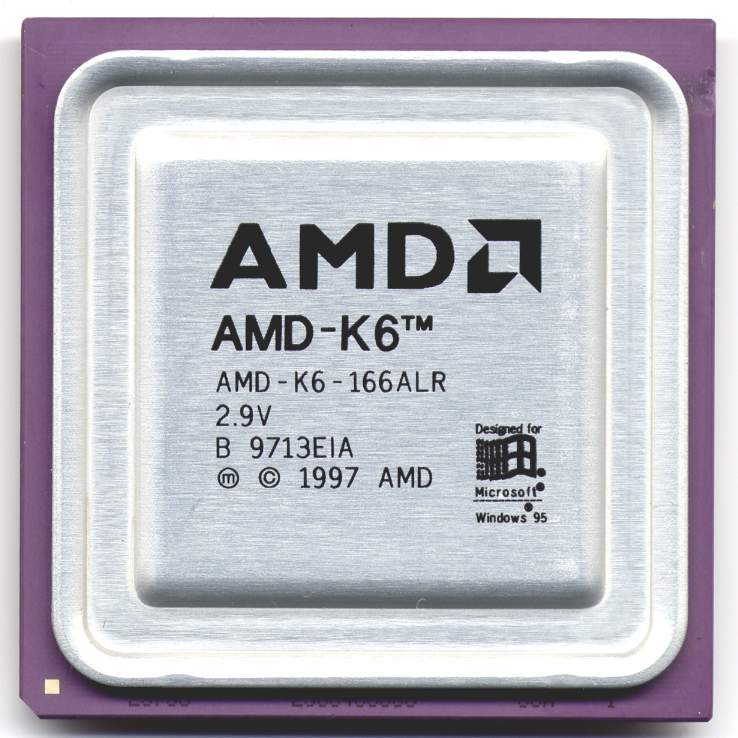
Microprocesseur AMD K6

Cette liste des microprocesseurs fabriqués par Advanced Micro Devices (AMD) est triée par génération et année de sortie. Quand cela est possible, la désignation de chaque cœur (versions) du processeur est écrite entre parenthèses.

## Architectures d'origine AMD

### Am2900 (1975)
- Am2901 microprocesseur en tranche (4-bits).
- Am2903 version améliorée du 2901.
- Am2910 séquenceur de firmware.
- Am2909 ditto.

### 29000 (29K) (1987–95)
- AMD 29000 (ou 29K) (1987)
- AMD 29027 FPU

## AMD 29030
- AMD 29050 avec un coprocesseur mathématique inclus (1990)
- AMD 292xx processeur pour système embarqué

## Processeurs d'architecturex86

### Sous-traitant (1979–86)
(produit sous contrat avec Intel) : 8086, 8088 et 80286

### Amx86 (1986–95)
- Am286
- Am386 (1991)
- Am486 (1993)
  - Am5x86 (1995)

### K5(1996)
| Modèle | Socket | Commercialisation |
| ------ | ------ | ----------------- |
| SSA5   | 5 et 7 | mars 1996         |
| 5k86   | 5 et 7 | octobre 1996      |

### K6 (1997–2001)
| Domaine              | Modèle       | Cœurs              | Socket      | Commercialisation |
| -------------------- | ------------ | ------------------ | ----------- | ----------------- |
| Ordinateur de bureau | AMD K6       | NX686, Little Foot | 7 et Super7 | avril 1997        |
| Ordinateur de bureau | AMD K6-2     | Chomper, CXT       | 7           | mai 1998          |
| Ordinateur de bureau | AMD K6-III   | Sharptooth         | 7 et Super7 | février 1999      |
| Portable             | AMD K6-2-P   | Mobile K6-2        | 7 et Super7 |                   |
| Portable             | AMD K6-2+    |                    | Super7      | avril 2000        |
| Portable             | AMD K6-III-P |                    | 7 et Super7 | mai 1999          |
| Portable             | AMD K6-III+  |                    | Super7      | avril 2000        |

### K7 (1999–2005)
| Domaine              | Modèle           | Cœurs                                                  | Socket   | Commercialisation |
| -------------------- | ---------------- | ------------------------------------------------------ | -------- | ----------------- |
| Milieu/Haut de gamme | Athlon           | Pluto, Argon, Orion, Thunderbird (T-Bird)              | Slot A   | 1999              |
| Milieu/Haut de gamme | Athlon           | Thunderbird (T-Bird)                                   | Socket A | 2000              |
| Milieu/Haut de gamme | Athlon MP        | Palomino, Thoroughbred (T-Bred), Thorton               | Socket A | 2001              |
| Milieu/Haut de gamme | Athlon 4         | Corvette, Thoroughbred (T-Bred), Thorton               | Socket A | 2001              |
| Milieu/Haut de gamme | Athlon XP        | Palomino, Thoroughbred (T-Bred)(A/B) , Barton, Thorton | Socket A | 2001              |
| Entrée de gamme      | Duron            | Spitfire, Morgan, Appaloosa, Applebred                 | Socket A | 2000              |
| Entrée de gamme      | Sempron          | Thorton                                                | Socket A | 2004              |
| Portable             | Mobile Athlon XP | Thoroughbred (T-Bred), Barton                          | Socket A | 2002              |
| Portable             | Mobile Duron     | Camaro, Mobile Morgan                                  | Socket A | 2002              |

### Autres séries
- Geode : processeur très basse consommation.
- Alchemy : processeur très basse consommation optimisé pour le multimédia.

## Processeurs d'architectureAMD64

### K8(2003–2008)
| Domaine         | Modèle           | Cœurs                                                                       | Nbre de cœurs | Socket               | Commercialisation |
| --------------- | ---------------- | --------------------------------------------------------------------------- | ------------- | -------------------- | ----------------- |
| Serveur         | Opteron          | SledgeHammer, Venus, Troy, Athens                                           | 1             | 939 , 940            | juin 2003         |
| Serveur         | Opteron          | Denmark, Italy, Egypt, Santa Ana, Santa Rosa                                | 2             | 940, AM2, F          | mars 2006         |
| Haut de gamme   | Athlon 64 FX     | SledgeHammer, ClawHammer, Toledo, Windsor                                   | 1             | 940 , 939, AM2       | 2003              |
| Haut de gamme   | Athlon 64 FX     | Windsor (Quad FX)                                                           | 2             | F                    | novembre 2006     |
| Milieu de gamme | Athlon 64        | SledgeHammer, ClawHammer, Newcastle, Winchester, Venice, San Diego, Orleans | 1             | 940 , 939 , 754, AM2 | 2003              |
| Milieu de gamme | Athlon 64 X2     | Manchester, Toledo, Windsor, Brisbane                                       | 2             | 939, AM2             | avril - mai 2005  |
| Entrée de gamme | Sempron          | Paris, Palermo, Manilla                                                     | 1             | 754, AM2             | 2004              |
| Portable        | Mobile Athlon 64 | SledgeHammer, ClawHammer, Newcastle, Winchester, Venice, San Diego, Orleans | 1             | 939 , 754, AM2       | 2004              |
| Portable        | Turion 64        | Lancaster                                                                   | 1             | 754                  |                   |
| Portable        | Turion 64 X2     | Taylor & Trinidad, Tyler, Griffin                                           | 2             | S1                   | mai 2006          |
| Portable        | Turion 64 Ultra  | Griffin                                                                     | 2             |                      | 2d trim. 2008     |

### K8L
Le K8L désigne les versions basse consommation du K8.

### K9
L'architecture K9 ne sera pas commercialisée. AMD passera directement au K10.

### K10(2007)
Le K10 désigne le « AMD Next Generation Processor Technology ». Il s'agit des premiers CPU multi-core natifs destinés à rattraper le retard d’AMD face aux Core2Duo de Intel et leur déclinaison quad-core. En raison du caractère natif de l'architecture, il est proposé une déclinaison assez variée de processeurs allant du simple-core au quad-core.
| Domaine         | Modèle                   | Cœur                                      | Nbre de cœurs | Socket     | Commercialisation         |
| --------------- | ------------------------ | ----------------------------------------- | ------------- | ---------- | ------------------------- |
| Serveur         | Opteron 3e génération    | Barcelona, Shangaï, Istanbul, Magny-Cours | 4 - 12        | F, F+, G34 | À partir de juin 2007     |
| Haut de gamme   | Phenom FX - Phenom II FX | Agena FX - Deneb FX                       | 4 - 6         | AM2+ , AM3 | -                         |
| Haut de gamme   | Phenom - Phenom II       | Agena - Thuban, Zosma, Deneb              | 4 - 6         | AM2+ , AM3 | À partir de janvier 2009  |
| Milieu de gamme | Phenom - Phenom II       | Toliman, Kuma - Heka, Callisto            | 2 - 3         | AM2+ , AM3 | À partir de mars 2008     |
| Milieu de gamme | Athlon X2 - Athlon II    | Brisbane, Kuma - Propus, Rana, Regor      | 2 - 4         | AM2+ , AM3 | À partir de décembre 2006 |
| Entrée de gamme | Athlon LE-1xxx           | Lima                                      | 1             | AM2+       | 2d trim. 2008             |
| Entrée de gamme | Sempron LE-1xxx          | Sparta                                    | 1             | AM2+       | 2d trim. 2008             |

### Bulldozer(2011)
La microarchitecture Bulldozer, commercialisée à partir de 2011, fait suite à la microarchitecture K10 introduite fin 2007.

### Zen(2017)
La microarchitecture Zen est dévoilée en 2017. Les processeurs basés sur cette microarchitecture sont les gammes Ryzen (destinée aux ordinateurs de bureau) et Epyc (destinée aux serveurs), ainsi que les Athlon de nouvelle génération.